# Якушев Микола Михайлович
Мико́ла Миха́йлович Я́кушев (нар. 14 жовтня 1941, Донецьк, СРСР — пом. 15 березня 2015, Донецьк, Україна) — радянський та український футбольний функціонер, засновник руху жіночого футболу в Донецьку, засновник та почесний президент жіночого футбольного клубу «ЦПОР-Донеччанка».

## Життєпис
Микола Якушев народився в Донецьку. Дитинство хлопця пройшло у селищі Олександрівка, що подарувала українському футболу таких майстрів шкіряного м'яча як Віктор Носов, Юрій Ананченко та Євген Шейко. На відміну від них Якушев до великого спорту не потрапив, однак проніс любов до футболу через усе своє життя. Організацією футбольних змагань він займався і у армії, і під час відрядження до алжирського міста Аннаба, і на підприємствах, де згодом працював.
У 1973 році Якушева було прийнято на Донецький бавовняний комбінат для організації спортивно-масової роботи. Саме тут він створив та очолив чоловічий футбольний клуб «Текстильник». Згодом з його ініціативи власну команду отримав кожен цех, почала розігруватися першість заводу з футболу, проводилися сімейні спортивні змагання серед робітників Донецького БК. У 1975 році Якушева було обрано головою ради фізкультури комбінату, а з наступного року «Текстильник» почав виступи спочатку на міському, а згодом на обласному та регіональному рівнях.
У 1989 році Микола Якушев зайнявся організацією жіночих футбольних змагань. У 1990–1991 роках було створено жіночий футбольний клуб «Текстильник», що згодом перетворився на «Донеччанку». У 1992 році команду було вперше заявлено на змагання національного рівня. За підсумками сезону «Текстильник» виборов «срібло» першої ліги та здобув право змагатися з найсильнішими жіночими клубами України.
В період з 1994 по 2001 рік «Донеччанка», президентом якої був Микола Якушев, стала одним з лідерів українського жіночого футболу, здобувши чотири національні кубки, п'ять золотих та два срібних комплекти нагород. Провідні футболістки клубу входили до складу збірної України, а згодом стали основними гравцями російських та німецьких клубів. У 2003 році на базі команди було створено Комунальний заклад «Міський центр олімпійської підготовки з жіночого футболу „Донеччанка“». Окрім безпосереднього управління клубом, Якушев був ще й директором стадіону «Донеччанка», матчі на якому проводила не лише однойменна жіноча команда, а і аматорський клуб «УСК-Рубін».
Микола Якушев зробив вагомий внесок у розвиток жіночго футболу в Україні, у 2004 році його було включено до книги-довідника «Хто є хто в Донецьку», а два роки потому він отримав звання «Почесного працівника фізичної культури та спорту України». Відзначив заслуги Якушева і Григорій Суркіс, що нагородив президента «Донеччанки» Почесною грамотою ФФУ у грудні 2011 року.
15 березня 2015 року Микола Якушев помер після тривалого лікування інсульту, що був викликаний обстрілами Донецька під час російсько-української війни.